# Yosa de Garcipollera
Yosa de Garcipollera ist ein spanischer Ort in den Pyrenäen in der Provinz Huesca der Autonomen Gemeinschaft Aragonien. Yosa de Garcipollera gehört zur Gemeinde Jaca. Das Dorf im Valle de la Garcipollera musste in den 1960er Jahren wegen der Errichtung der Yesa-Talsperre aufgegeben werden. Das Gebiet wurde aufgeforstet, um der Bodenerosion und damit der Verschlammung der Talsperre entgegenzuwirken.

## Sehenswürdigkeiten
- Pfarrkirche aus dem 18. Jahrhundert mit einer romanischen Apsis aus dem 11./12. Jahrhundert